# Nicu Constantin
Nicu Constantin (* 31. Juli 1939 in Eforie Sud; † 15. September 2009 in Bukarest) war ein rumänischer Schauspieler.

## Leben
Constantin wurde in der rumänischen Küstenstadt Eforie Sud in der Provinz Constanța geboren. Er studierte an der zivilen Hochschule der Marine, der cursurile Liceului de Marină, in Constanța und der Hochschule der Künste, der Școala Populară de Arte, in Bukarest.
Er war einer der legendären Theaterstars am Komödientheater Teatrul de revistă Constantin Tănase in Bukarest, wo er zwischen 1960 und 2000 in über 9000 Aufführungen auf der Bühne stand. Zwischen 1979 und 1982 war er als Schauspieler auch am Staatlichen Operettentheater, dem Teatrul Național de Operetă „Ion Dacian“, in Bukarest tätig.
Constantin spielte in fast 30 Filmen und wirkte im Laufe seiner Karriere in über 300 Fernsehsendungen und mehr als 600 Rundfunksendungen mit. Er galt als der Jerry Lewis Rumäniens.
Im Jahre 2000 legte Constantin unter dem Titel Ochelarii miraculoși seine Autobiografie vor. 
Für seine künstlerische Arbeit wurde Constantin den Staatspreis für Kultur I. Klasse ausgezeichnet. Im Jahr 2001 wurde er zum Ehrenbürger von Eforie Sud ernannt. Constantin erhielt bei der rumänischen Galaveranstaltung UNITER im Jahre 2005 den Preis in Anerkennung für seine Arbeit als Theaterschauspieler und 2006 die Auszeichnung für sein Lebenswerk.
Aufgrund von akuten Atemproblemen war Constantin seit Mai 2009 in stationärer intensivmedizinischer Behandlung im Militärkrankenhaus von Bukarest. Dort starb er im Alter von 70 Jahren an Herzversagen und Atemstillstand.
Constantin wurde am 19. September 2009 im Anschluss an einen Trauerzug auf dem Friedhof seiner Heimatstadt Eforie Sud in Anwesenheit von mehreren Hundert Personen beigesetzt, die an seinem Grab spontan Beifall klatschten.

## Filmografie (Auswahl)
- 1967: Împușcături pe portativ
- 1968: Vin cicliștii
- 1975: Lupușor și Mieluțu
- 1977: Septembrie
- 1978: Totul pentru fotbal
- 1979: Ora zero
- 1981: Alo, aterizează străbunica!
- 1981: Grăbește-te încet
- 1981: Întoarcere la dragostea dintâi
- 1983: Secretul lui Bachus
- 1984: Mușchetarii în vacanță
- 1988: Borvizomanii
- 1990: Harababura
- 1999: Ministerul comediei
- 2005: The Prophecy: Forsaken